# Langrune-sur-Mer
Langrune-sur-Mer är en kommun i departementet Calvados i regionen Normandie i norra Frankrike. Kommunen ligger i kantonen Douvres-la-Délivrande som ligger i arrondissementet Caen. År 2022 hade Langrune-sur-Mer 1 893 invånare.

## Befolkningsutveckling
Antalet invånare i kommunen Langrune-sur-Mer
Referens: INSEE